# 공자진

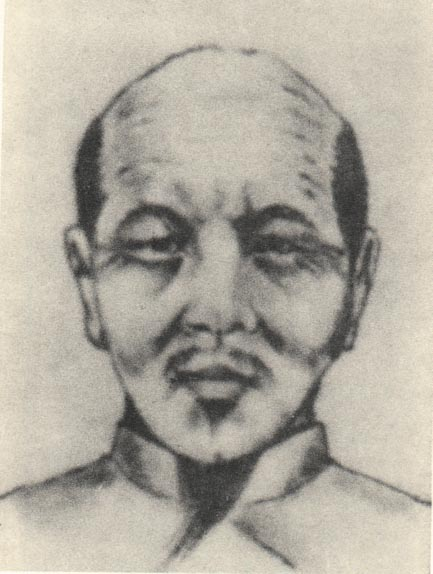

공자진(龔自珍, 1792년 ~ 1841년, 저장성(浙江省) 인화 현(仁和縣) 출생)은 중국 청나라 후기의 학자, 사상가, 시인이다. 자는 슬인(璱人), 이옥(爾玉)이며, 호는 정암(定庵), 일명은 공조(鞏祚)이다.

## 생애
그는 유명한 고증학자인 단옥재(段玉裁)의 외손으로서 어렸을 때 직접 단옥재의 가르침을 받았다. 일찍부터 예민한 학문재질과 구애를 받지 않는 자유분방한 성격을 가지고 있었다. 38세에 진사(進士)가 된 후 높은 관직에 오르지는 못하고 예부주사(禮部主事)의 미관(微官)에서 그쳤다. 23세부터 25세에 걸쳐서 《명양론(明良論)》, 《을병지제저의(乙丙之際著議)·숙의(塾議)》, 《평균편(平均篇)》을 저술하여 전제정치의 해악을 폭로하고 비판하였다. 28세 때 유봉록(劉逢祿)에게서 공양학을 연구하고, 친구 위원(魏源)과 함께 정치 개혁을 강조하였다. 글솜씨가 뛰어나고 시를 잘 썼다고 한다. 만년에는 불교, 특히 천태종의 연구에 몰두하였다. 저술은 앞에 서술한 것 외에도 《농종(農宗)》, 《정역(正譯)》, 《기해잡시(己亥雜詩)》 등 많이 있으며, 세월이 흐르면서 없어진 부분도 많다. 그러나 대체로 《공자진전집》에 수집되어 있다.

## 참고 문헌
- 이 문서에는 다음커뮤니케이션(현 카카오)에서 GFDL 또는 CC-SA 라이선스로 배포한 글로벌 세계대백과사전의 내용을 기초로 작성된 글이 포함되어 있습니다.